# Засиок
Засиок је насељено мјесто у саставу општине Хрваце, Сплитско-далматинска жупанија, Република Хрватска.

## Географски положај
Налази се 16 км југоисточно од Врлике и 17 км сјеверозападно од Сиња, у подножју планине Динаре, на ријеци Цетини тј. Перућком језеру.

## Историја
До територијалне реорганизације у Хрватској налазио се у саставу старе општине Сињ. Засиок се од распада Југославије до јануара 1993. налазио у саставу Републике Српске Крајине.

## Становништво
На попису становништва 2011. године, Засиок је имао 38 становника.
| Број становника по пописима | Број становника по пописима | Број становника по пописима | Број становника по пописима | Број становника по пописима | Број становника по пописима | Број становника по пописима | Број становника по пописима | Број становника по пописима | Број становника по пописима | Број становника по пописима | Број становника по пописима | Број становника по пописима | Број становника по пописима | Број становника по пописима | Број становника по пописима |
| --------------------------- | --------------------------- | --------------------------- | --------------------------- | --------------------------- | --------------------------- | --------------------------- | --------------------------- | --------------------------- | --------------------------- | --------------------------- | --------------------------- | --------------------------- | --------------------------- | --------------------------- | --------------------------- |
| 1857.                       | 1869.                       | 1880.                       | 1890.                       | 1900.                       | 1910.                       | 1921.                       | 1931.                       | 1948.                       | 1953.                       | 1961.                       | 1971.                       | 1981.                       | 1991.                       | 2001.                       | 2011.                       |
| 189                         | 0                           | 269                         | 276                         | 313                         | 446                         | 0                           | 412                         | 289                         | 307                         | 176                         | 146                         | 110                         | 76                          | 44                          | 38                          |

Напомена: У 1869. и 1921. подаци су садржани у насељу Вучипоље. До 1931. исказивано као део насеља.

### Попис 1991.
На попису становништва 1991. године, насељено место Засиок је имало 76 становника, следећег националног састава:
| Попис 1991.‍  | Попис 1991.‍  | Попис 1991.‍ | Попис 1991.‍ | Попис 1991.‍ |
| ------------ | ------------ | ----------- | ----------- | ----------- |
|              |              |             |             |             |
| Хрвати       | Хрвати       |             | 65          | 85,52%      |
| Срби         | Срби         |             | 10          | 13,15%      |
| неопредељени | неопредељени |             | 1           | 1,31%       |
| укупно: 76   |              |             |             |             |

## Црква
У Засиоку се налазила српска православна црква Св. Јован из 1906. године, али је потопљена изградњом вјештачке акумулације на Цетини, Перућким језером.

## Презимена
- Мрвић — православци, славе Св. Јована